# Juan Pablo Rebella
Juan Pablo Rebella (Montevideo, 3 de desembre de 1974 – ibídem, 5 de juliol de 2006) va ser un director de cinema i guionista uruguaià.
Va estudiar a la Universitat Catòlica de l'Uruguai, on va conèixer el seu amic i company Pablo Stoll. Tots dos van realitzar nombrosos curtmetratges com Buenos y santos i Víctor y los elegidos. Al costat de Stoll i d'un amic seu, Fernando Epstein, va fundar la productora Ctrl Z a l'Uruguai i el 2001 van estrenar la seva primera pel·lícula, 25 Watts. Com a resultat del gran èxit assolit per 25 Watts, el 2004 van estrenar la seva segona pel·lícula Whisky, la qual també va rebre premis internacionals.
El 6 de juliol de 2006 el van trobar mort a casa seva. Rebella estava treballant en el guió de la seva tercera pel·lícula amb Stoll.

## Filmografia
- 25 Watts (2001)
- Whisky (2004)